# Nokia N90
El N90 o Nokia N90 és un model de telèfon mòbil smartphone de Nokia, corresponent a lES N SEries, amb dues pantalles i càmera amb lent d'òptica Carl Zeiss (creada per Konica Minolta) de 2 mega-píxels integrada. Incorpora flash i l'habilitat de gravar vídeo d'alta qualitat a resolució 352x288 en format de vídeo MPEG-4 amb àudio en AAC. El telèfon no té vibració. La pantalla gira 270 graus perquè el telèfon puga ser utilitzat a l'estil de les càmeres de vídeo.
Usa el sistema operatiu Symbian 8.1a en la plataforma Series 60 2nd Edition, Feature Pack 3. Les revisions recents inclouen també la versió 2 de l'aplicació Lifeblog.
El N90 no té disc dur integrat com el Nokia N91 però inclou 31 MB de memòria flash i normalment ve amb una targeta de memòria DV-RS-MMC de 64 MB o 128 MB. Una targeta de memòria d'1 GB permet emmagatzemar quatre hores de vídeo en el telèfon. Nokia contínua la seua recent tradició d'incloure un cable de dades USB amb el telèfon.